# Tellarought Castle
Tellarought Castle (irisch Caisleán Thulaigh Reacht, auch Talleraght Castle) ist die Ruine eines Tower House etwa 10,8 km südöstlich von New Ross im irischen County Wexford. Die Ruine steht an der St. Brigid’s Terrace auf einem Feld neben dem Friedhof der katholischen Kirche St. Brigid. Das Tower House stammt möglicherweise aus der normannischen Zeit. In der Nähe der Burgruine liegt eine heilige Quelle, St. Brigid’s Well, der die Einwohner des Gebietes Heilkräfte zuschreiben. Unter der Zufahrtsstraße neben der Burgruine fließt ein kleiner Bach.
Das Tower House gehörte wohl einst William Devoreux of Talleraght, von dem bekannt ist, dass er 1597 in den Elizabethian Fiants begnadigt wurde.

## Einzelnachweise

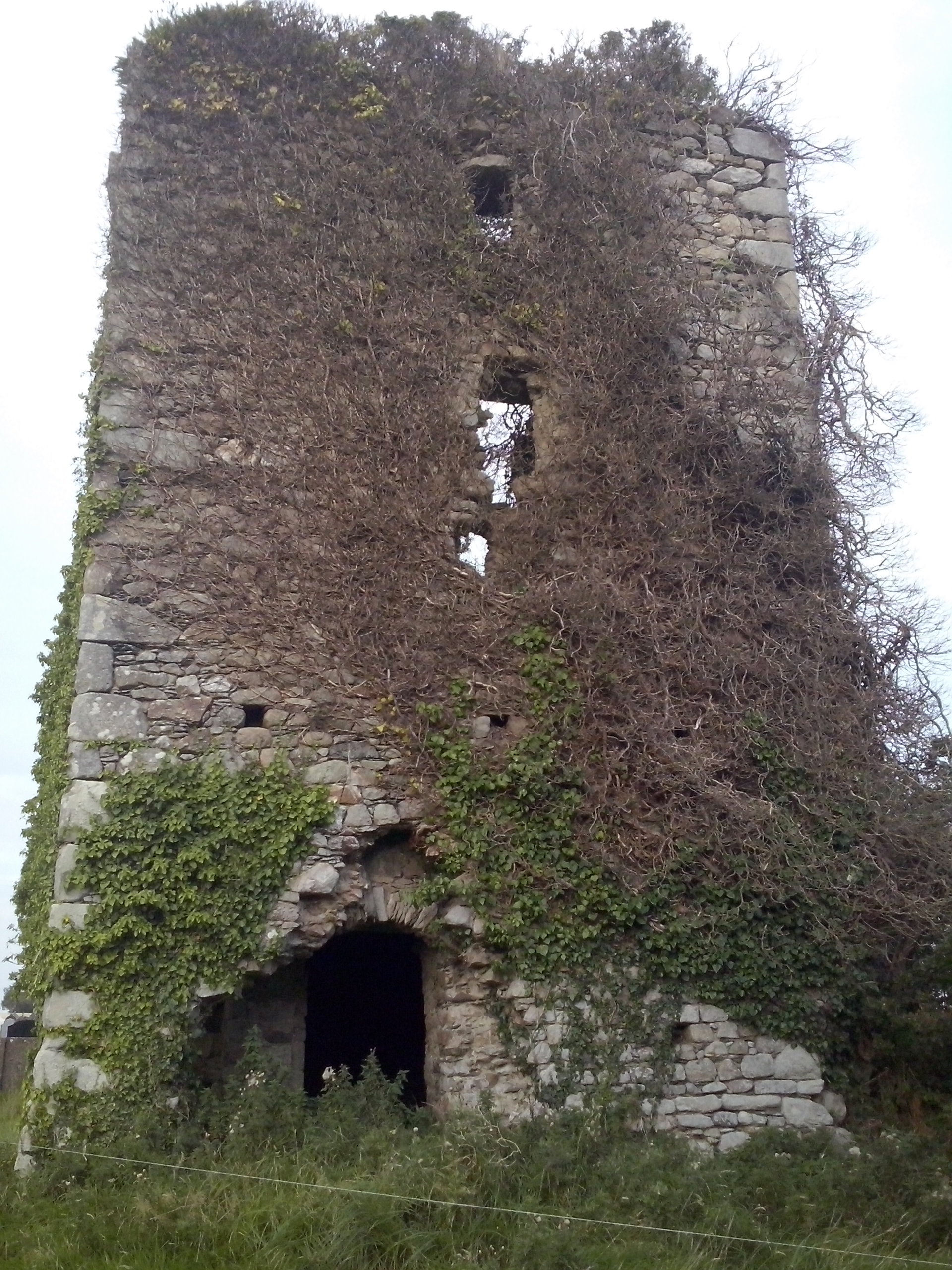
Vermutlich der Eingang zu Tellarought Castle